# Budynek Łaźni Miejskiej w Katowicach
Budynek Łaźni Miejskiej w Katowicach (niem. Städtisches Badehaus) – budynek użyteczności publicznej przy ul. Adama Mickiewicza 5 w Katowicach, wzniesiony w latach 1894–1895 w stylu eklektycznym, przebudowany w 1911 i w latach 1996–1997, wpisany do rejestru zabytków nieruchomych województwa śląskiego.
W ciągu drugiej połowy XIX wieku wykształcił się reprezentacyjny zespół zabudowy wzdłuż ul. Adama Mickiewicza (ówczesna August-Schneider-Straße). Najwcześniej powstał, usytuowany najbliżej rynku, budynek łaźni miejskiej – utrzymany w stylu ceglanego historyzmu (oddany do użytku w 1895), a dalej budynek szkoły – gimnazjum miejskiego (obecnie III Liceum Ogólnokształcące im. Adama Mickiewicza), neogotycki z elementami neorenesansu i modernizmu, i najbardziej reprezentacyjny obiekt całego zespołu, założona na planie krzyża greckiego – Synagoga Wielka.
Łaźnię wzniesiono kosztem 155 000 marek niemieckich i oddano do użytku w 1895. Koszty budowy basenu pokrył Richard Holtze, który na ten cel przekazał wysoką nagrodę, przyznaną mu od społeczeństwa miasta w 25. rocznicę uzyskania doktoratu. W lipcu 1928 z łaźni korzystało 12 530 osób. W latach 80. XX w. w dolnej części budynku znajdował się salon gier z automatami do gry. W latach 1997–1999 gmach zaadaptowano na potrzeby siedziby Inspektoratu PZU Życie SA; autorami projektu przebudowy z lat 1996–1997 byli Jan Pallado i Aleksander Skupin. Powierzchnia całkowita obiektu wynosi 1880 m², a kubatura – 10 360 m³. Za plan modernizacji obiektu architekci otrzymali nagrodę Ministra Rozwoju Regionalnego i Budownictwa, nagrodę Ministra Spraw Wewnętrznych i Administracji oraz wyróżnienie „Architektura Roku 2000” województwa śląskiego.
Obecnie w budynku mieści się siedziba Inspektoratu PZU Życie SA. W 2005 na fasadzie budynku odsłonięto tablicę pamiątkową ku czci Richarda Holtze – współzałożyciela miasta Katowice.

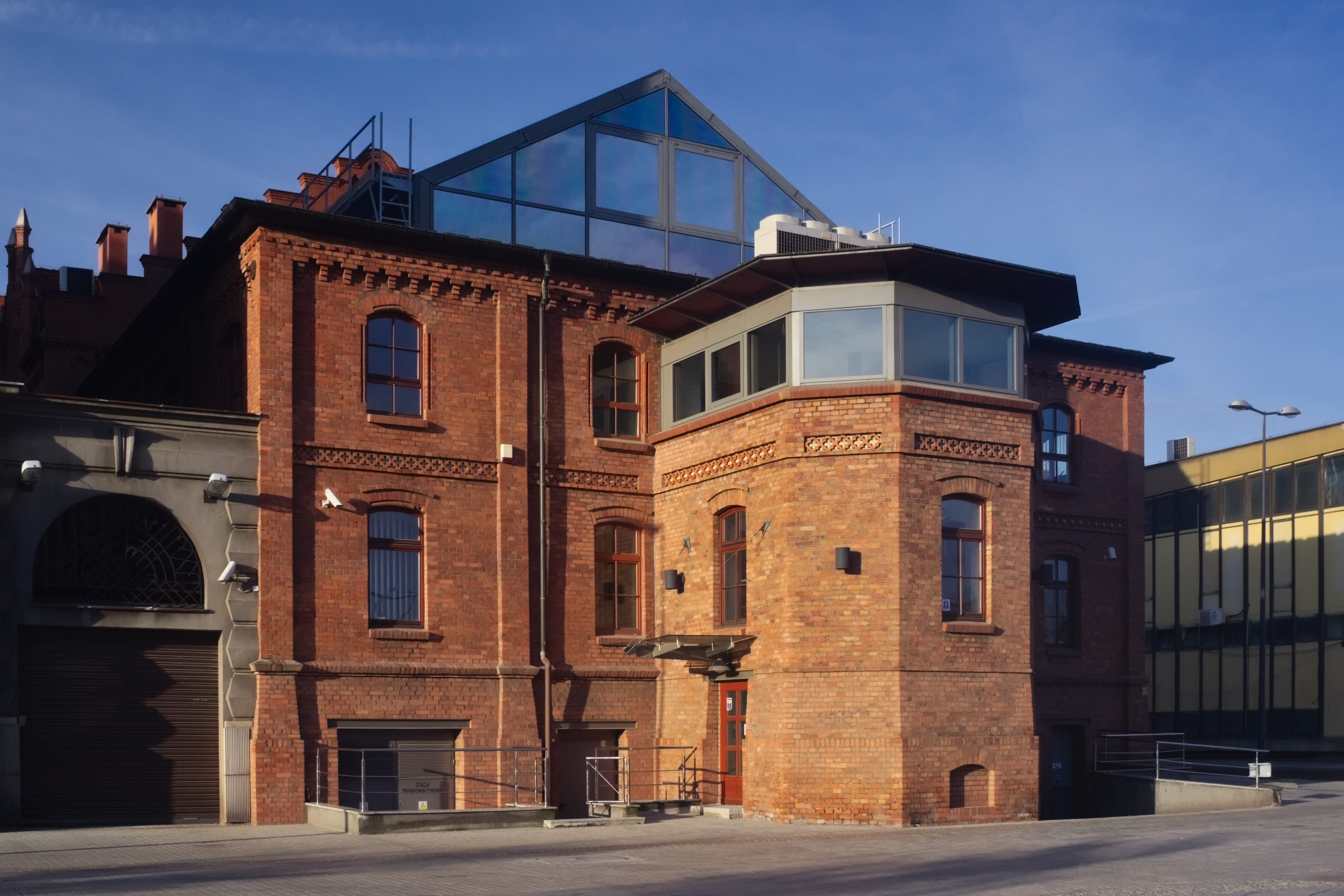
Widok od strony ul. ks. Piotra Skargi
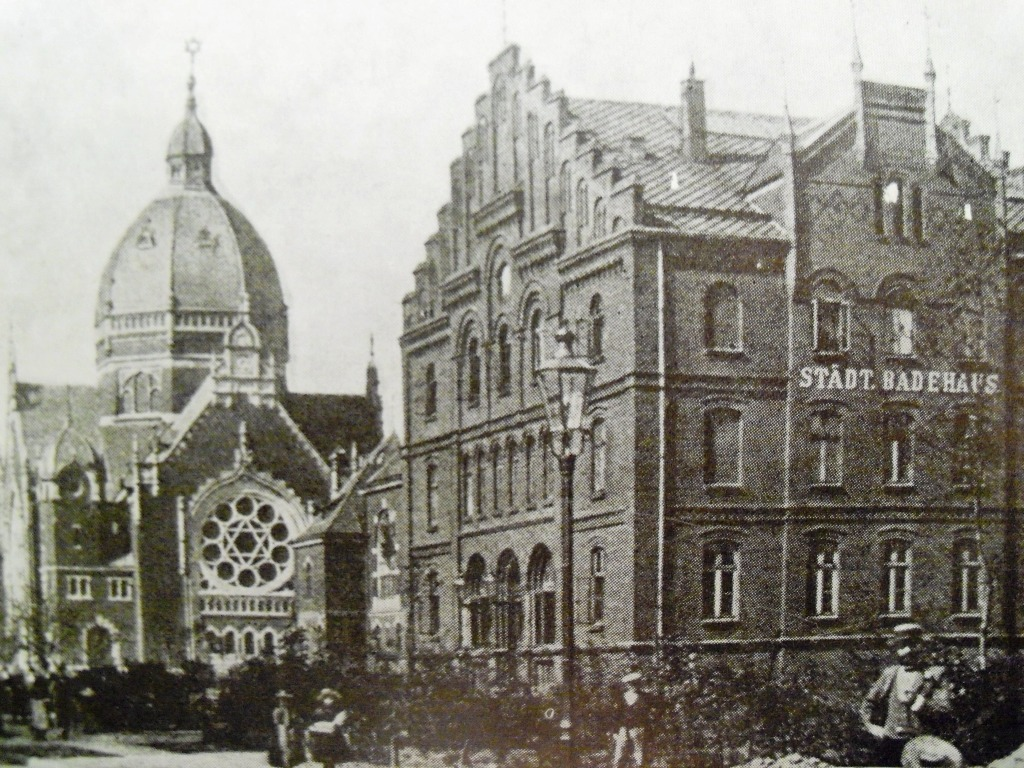
Łaźnia na pocztówce z początku XX wieku
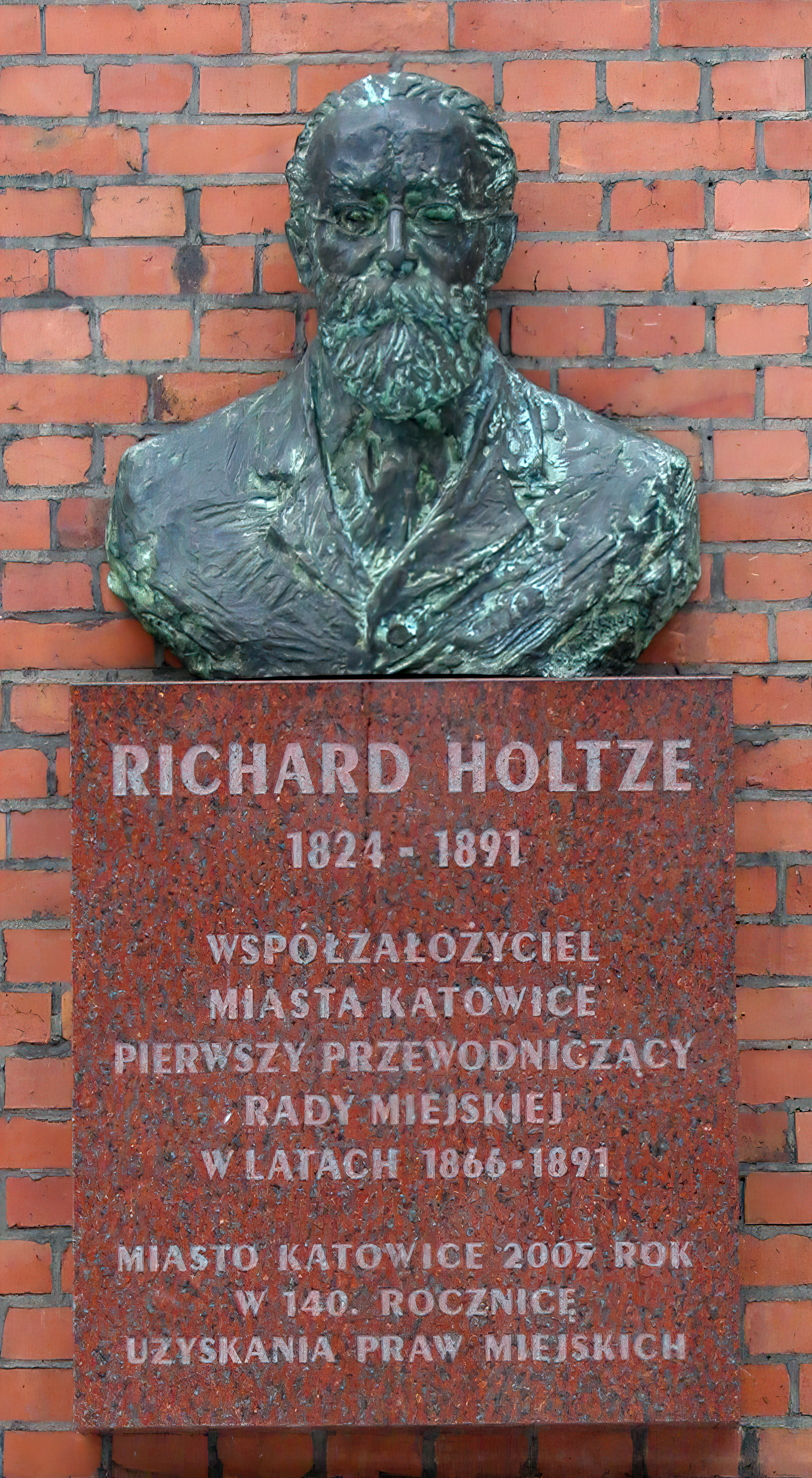
Tablica pamiątkowa ku czci Richarda Holtze na budynku dawnej Łaźni Miejskiej
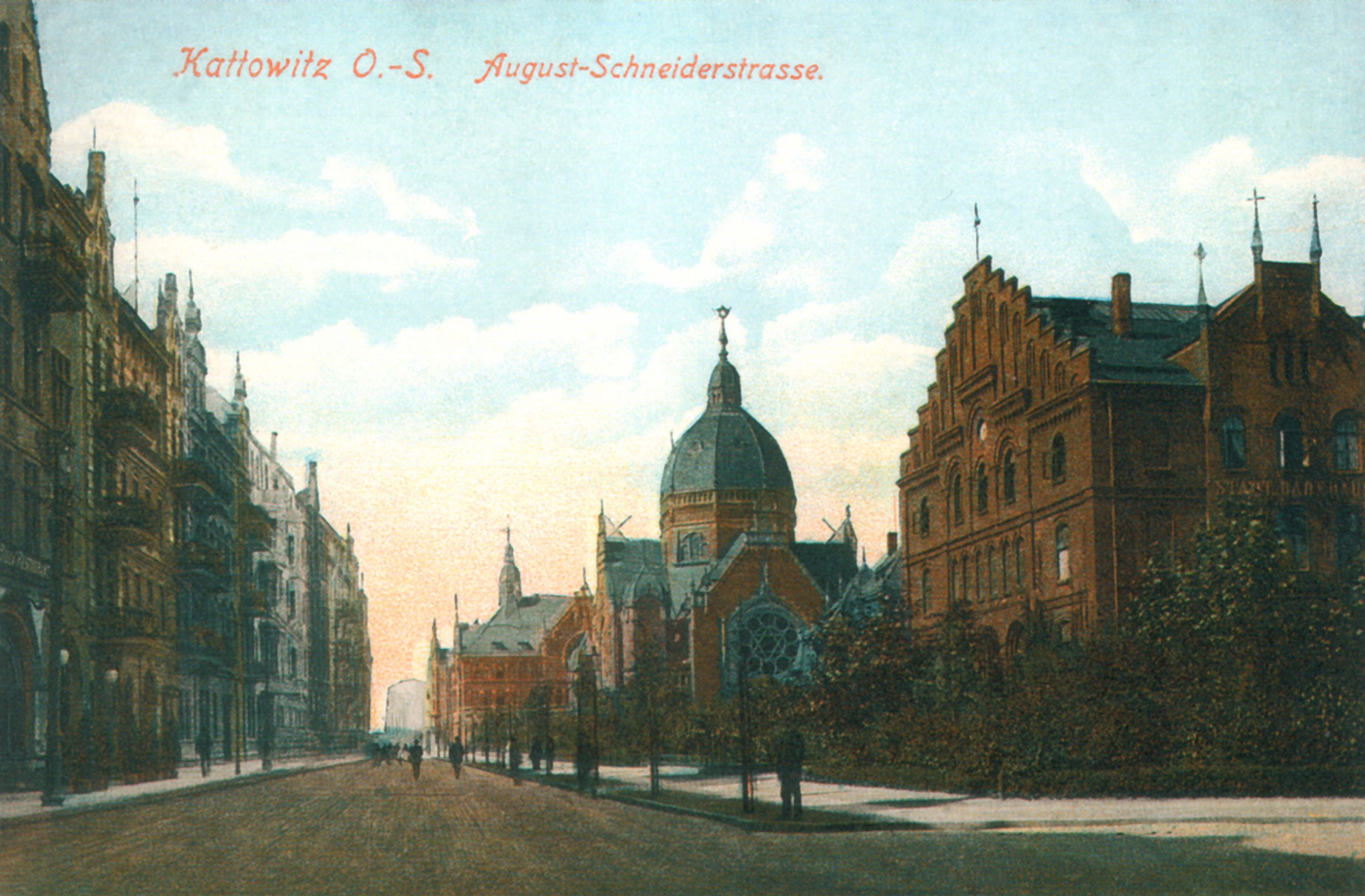
Pocztówka z początku XX wieku; widoczne: Łaźnia Miejska, Synagoga Wielka oraz gimnazjum miejskie